# Остерський полк
Остерський полк — адміністративно-територіальна і військова одиниця Лівобережної України. Сформований 1650 року на території Остерської сотні Переяславського полку як полк реєстрових козаків, адміністративний центр — місто Остер (нині Козелецького району Чернігівської області).

## Історія
Створений на початку 1650 року на основі населення і сіл довкола містечка Остер, що з 1649 року входили до складу Переяславського полку як Остерська сотня. Полковником призначили Тимофія Носача. Однак вже наприкінці того ж року полк ліквідували, а територію знову включили до складу Переяславського полку як сотню.